# Manophylax annulatus
Manophylax annulatus là một loài Trichoptera trong họ Apataniidae. Chúng phân bố ở miền Tân bắc.